# محمد بکتاش
محمد بکتاش یا حاجی بکتاش ولی، عارف و صوفی ایرانی در قرن ۱۳ میلادی و بنیان‌گذار طریقت بکتاشیه می‌باشد که در سال ۱۲۰۹ میلادی در روستای فوشنجان نیشابور، چشم به جهان گشود. نام و نسب او را محمدبن ابراهیم بن موسی خراسانی ثبت کرده‌اند. وی در ترکیه به حاجی بکتاش ولی مشهور است. او در حوالی چهل سالگی به روم (آسیای صغیر) مهاجرت کرد و در سال ۱۲۷۰ میلادی، در ۶۲ سالگی، درگذشت. بکتاشی‌ها، تبار حاجی بکتاش را به شیخ احمد یسوی، عارف سدهٔ ششم هجری/دوازدهم میلادی، و از این طریق به امام موسی کاظم می‌رسانند. روایات مندرج در منابع کهن بکتاشی، از جمله مناقب حاجی بکتاش یا ولایتنامه دربارهٔ زندگی حاجی بکتاش مشابه افسانه‌هایی است که دربارهٔ سایر عرفای سدهٔ هفتم هجری رواج دارد و او را بیشتر به عنوان یک چهره اسطوره‌ای دارای کرامات خارق‌العاده جلوه‌گر می‌سازد. در مناقب العارفین افلاکی نیز از عارفی به نام حاجی بکتاش خراسانی یاد شده که معاصر مولوی متوفی ۶۷۲ ه‍.ق/۱۲۷۳ م. و جانشین و خلیفه بابا رسول‌الله بود. سند بعدی، شعری است از خطیب اوغلو، شاعر ترک، که در سال ۱۴۰۹ سروده شده و گویا ترجمه‌ای است از مقالات عربی حاجی بکتاش خراسانی؛ و حاوی برخی مباحث عرفانی است و ابراز علاقهٔ فراوان به خاندان پیامبر اسلام و دوازده امام شیعه نموده است. این منابع، و منابع دیگری که به سدهٔ شانزدهم میلادی تعلق دارند، ثابت می‌کند که واقعاً عارفی شیعی به نام حاجی بکتاش نیشابوری خراسانی وجود داشته و از نیمهٔ دوم سدهٔ سیزدهم میلادی به عنوان پیر طریقت بابایی در آسیای صغیر پیروانی داشته است.
بنابر گزارش کتاب مناقب، حاجی بکتاش یا ولایت‌نامهٔ اهل نیشابور، از نسل موسی کاظم، و مرید لقمان خراسانی یکی از خلیفه‌های خواجه احمد یسوی بوده است.
این کتاب به عنوان معرّف چگونگی پیدایی و گسترش طریقت بکتاشیه و نمونه‌ای از ادبیات حماسی ترک در خور توجه است، اما برخی اطلاعات آن دقیق و صحیح نمی‌باشد.
ابتدا پدرش او را برای ارشاد نزد لقمان خراسانی برد. سپس حاجی بکتاش مدت‌ها در نجف و مکه گوشه‌نشینی اختیار کرد و احتمالاً به دستور لقمان یا بر اثر مکاشفه‌ای به آناطولی، (سلجوقیان روم)، رفت.
در آماسیه به بابااسحاق پیوست و به احتمال بسیار در شورش باباییان ضد سلجوقیان، که به کشتار باباییانان انجامید، شرکت داشت و برادرش، مَنتَش، نیز در سیواس در همین شورش کشته شد. حاجی بکتاش پس از این رویداد به قیرشهر (ترکی: kirşehir) و از آنجا به قَرَه اُویوک («حاجی بکتاشِ» کنونی)، قصبه‌ای میان قیصریه و قونیه رفت، و خاتون آنا را به دختر خواندگی خود برگزید و تا پایان عمر در آنجا ماند.

## اهمیت حاجی بکتاش
حاج بکتاش ولی که از «واصلان خراسان» و وابستگان به مکتب یسویه بود، افکار صوفیانه‌ای را که به مکتب ملامتیه و
قلندریه شباهت دارد، با باورهای مذهبی باستانی ترکان و همچنین زمینه‌های فرهنگی آناتولی از قبیل آیین مسیحیت و اندیشه‌های صوفیانه غالیانه علوی‌گری درآمیخته و چنان مورد پذیرش قرار گرفت که بنیان پیدایی مکتب بکتاشیه در این منطقه شد. درویشان طریقت بکتاشیه، دودمان عثمان را در گسترش قلمرو امپراتوری عثمانی یاری دادند، چنان‌که نهاد نظامی ینی‌چری به شدت در دایره تأثیر از نفوذ معنوی بکتاشیه قرار داشت. در نگاهی کلی؛ حاج‌بکتاش ولی، صوفی ایرانی برآمده از نیشابور خراسان، بنیان‌گذار بکتاشی‌گری است که طریقتی تأثیرگذار در تاریخ ناحیه آناتولی به‌شمار می‌آید و همچنین با نگاه به تاریخ ایران، سیر تاریخی این طریقت با تاریخ ایران عهد صفویه ارتباط نزدیکی دارد.

## وفات
وفات بکتاش را برخی در ۷۳۸ نوشته‌اند، اما صحیح نیست، زیرا این تاریخ برای تطبیق با لفظِ «بکتاشیه»، از نظر حساب جُمّل، جعل شده است. در یادداشتی در پایان کتاب اسرار حروفنامه، وفات او ۶۶۹ ثبت شده است. در وقفنامه‌ای به تاریخ ۶۹۱ پس از نام حاجی بکتاش، واژهٔ «المرحوم» آمده و در وقفنامة دیگری به تاریخ ۶۹۵، نیز که در خانقاه شیخ سلیمان ولی در قیرشهر موجود است، با قید «مرحوم» از او یاد شده است، بنابراین تاریخ ۶۶۹ درست به نظر می‌رسد. از جمله آثار بکتاش کتابی است به نام المقالات، به عربی که اصل آن در دست نیست. دو ترجمهٔ منظوم ترکی از این اثر وجود دارد: ترجمهٔ سعید اَمره، شاعر بکتاشی قرن هشتم (نسخه‌ای از این کتاب در ۸۲۷ استنساخ شده و در کتابخانهٔ مانیسا/مَغنیسا موجود است)، و ترجمهٔ خطیب اوغلی، شاعر قرن نهم؛ بنابراین ترجمه‌ها، کتاب دارای چهار باب شریعت، طریقت، حقیقت و معرفت بوده است. در هر باب دربارهٔ مرگ، احوال دل، تصوف، زاهد، عارف و محب بحث، و مقام انسان ستایش شده است. از جمله مطالب این کتاب، شهادت مردم به پیامبری محمد از زمان آدم، و تشبیه اوقات پنجگانهٔ نماز به پیامبر اسلام و خلفای راشدین است.

## آثار
- مقالات
- کتاب الفوائد
- شطحیه
- مقالات غییه و کلمات عینیه

## نگارخانه

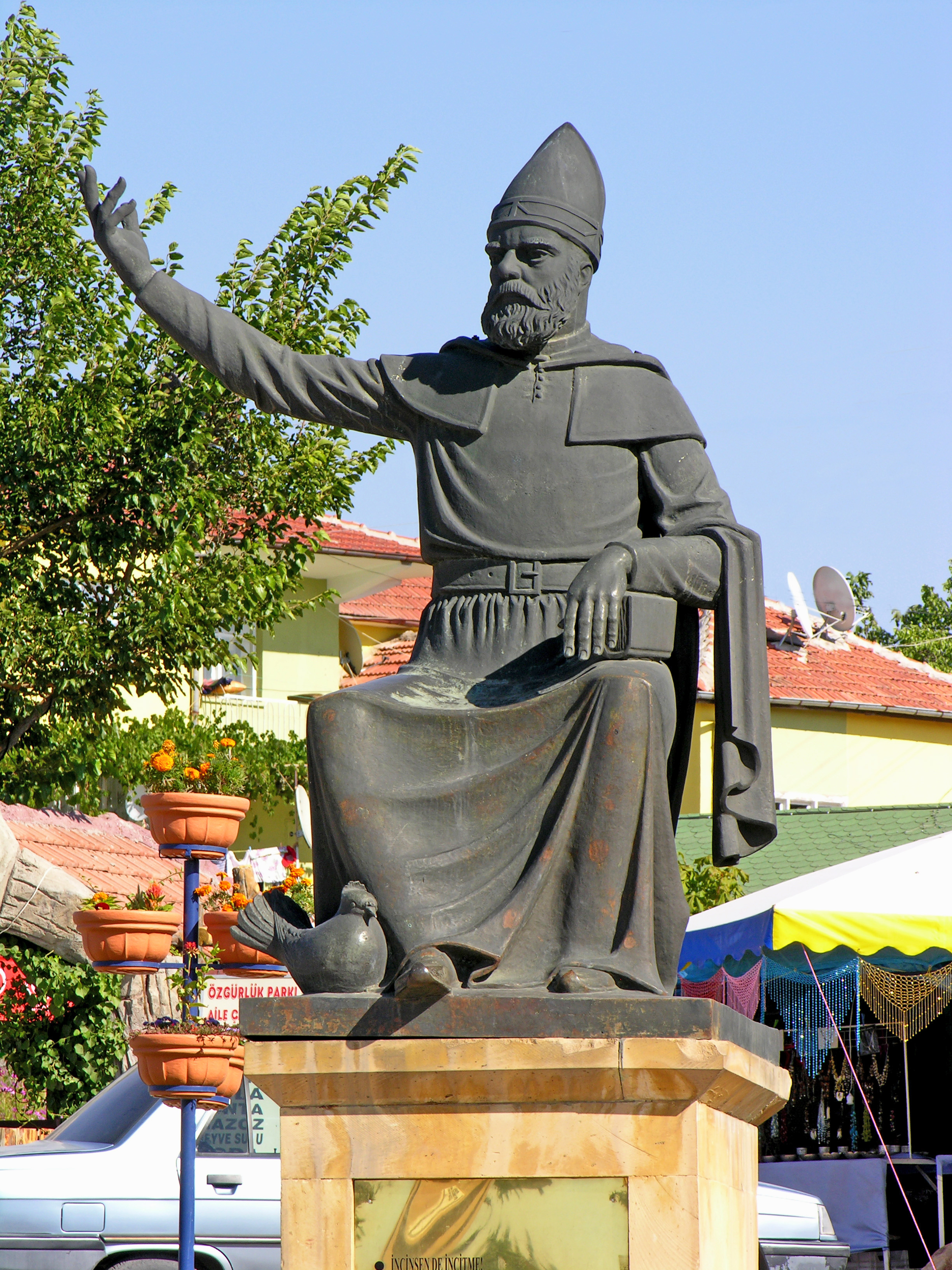
مجسمه بکتاش در ترکیه
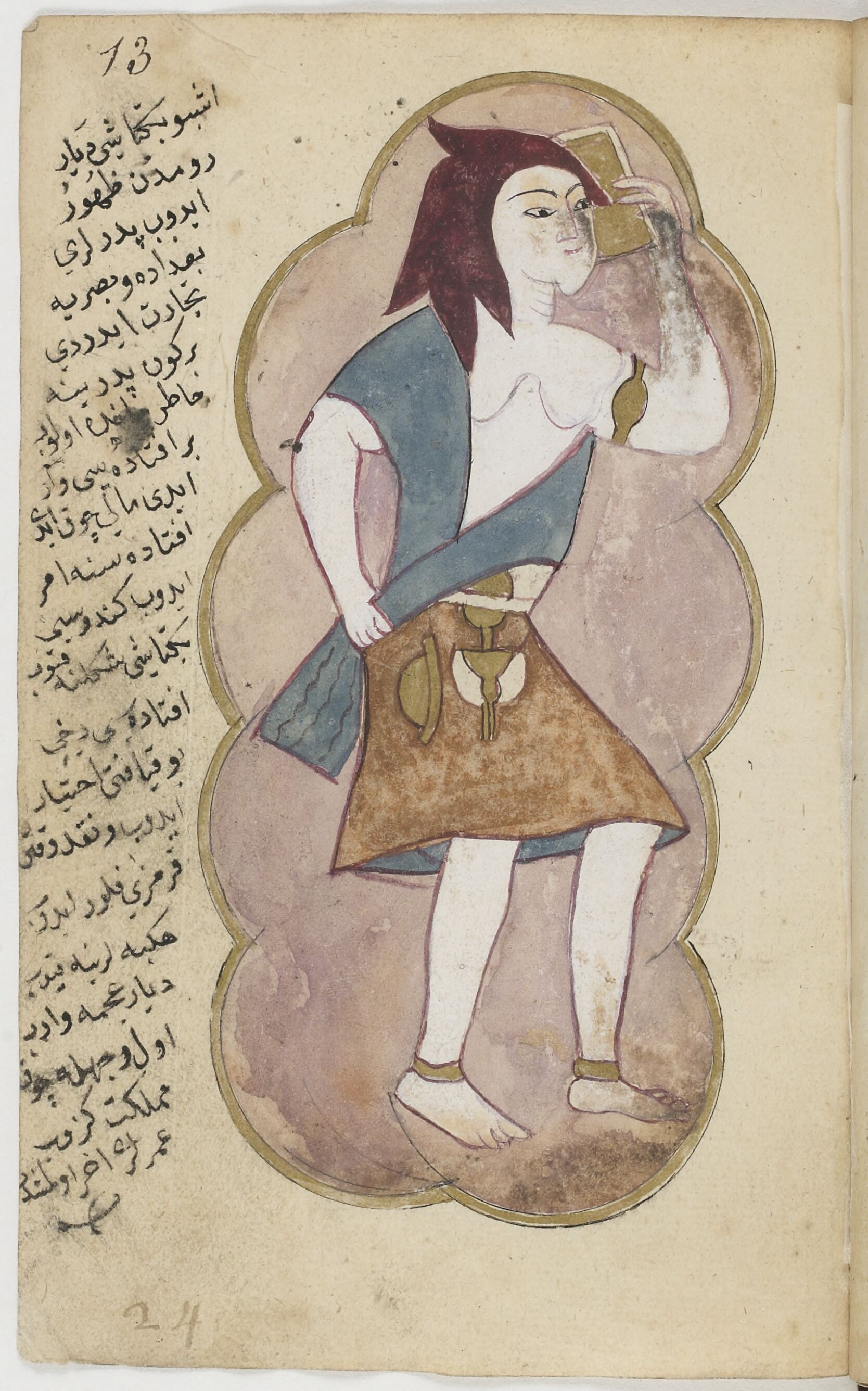
نقاشی از بکتاش مربوط به سده ۱۷ میلادی

موزه حاج‌بکتاش
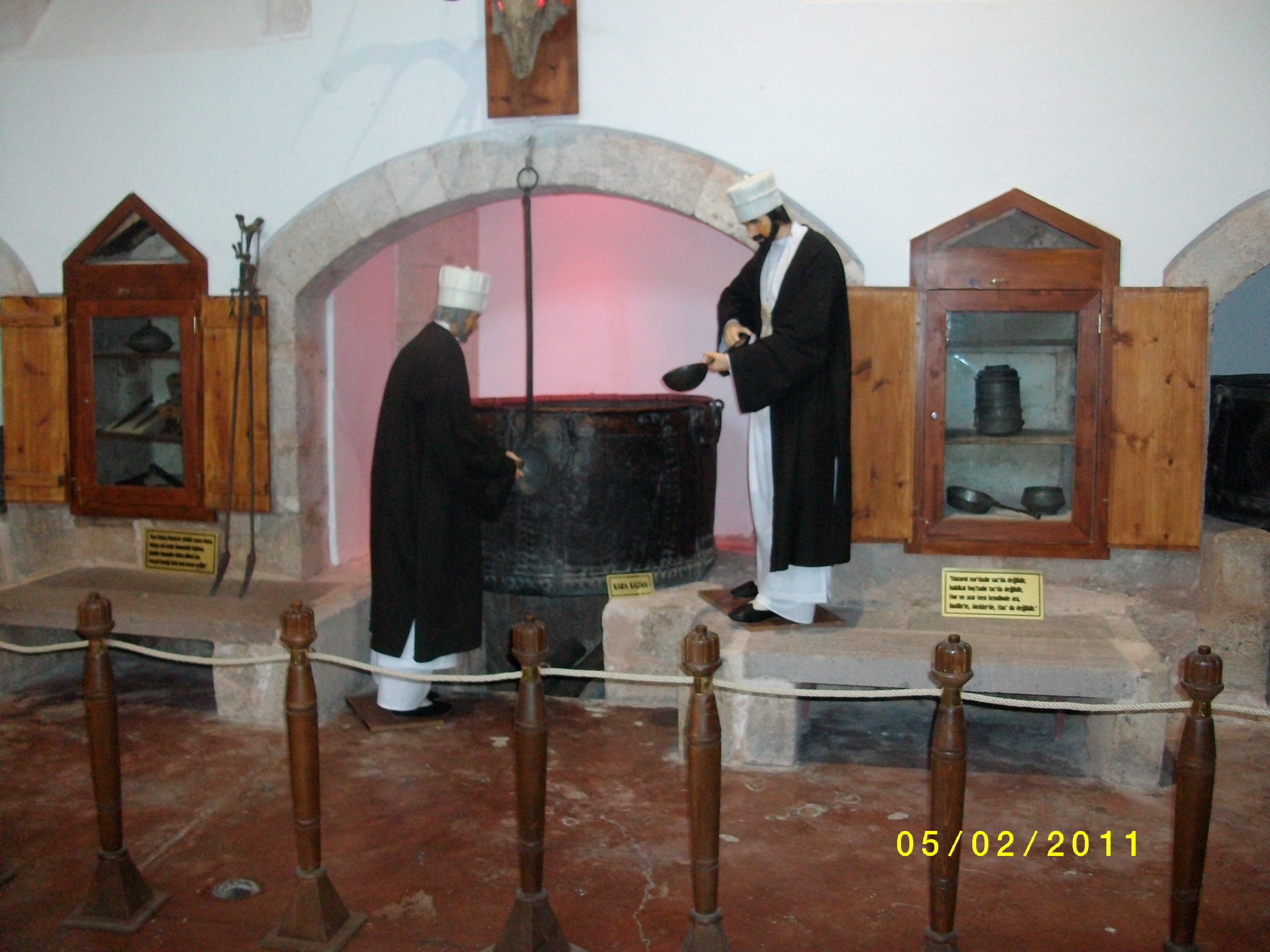
مطبخ
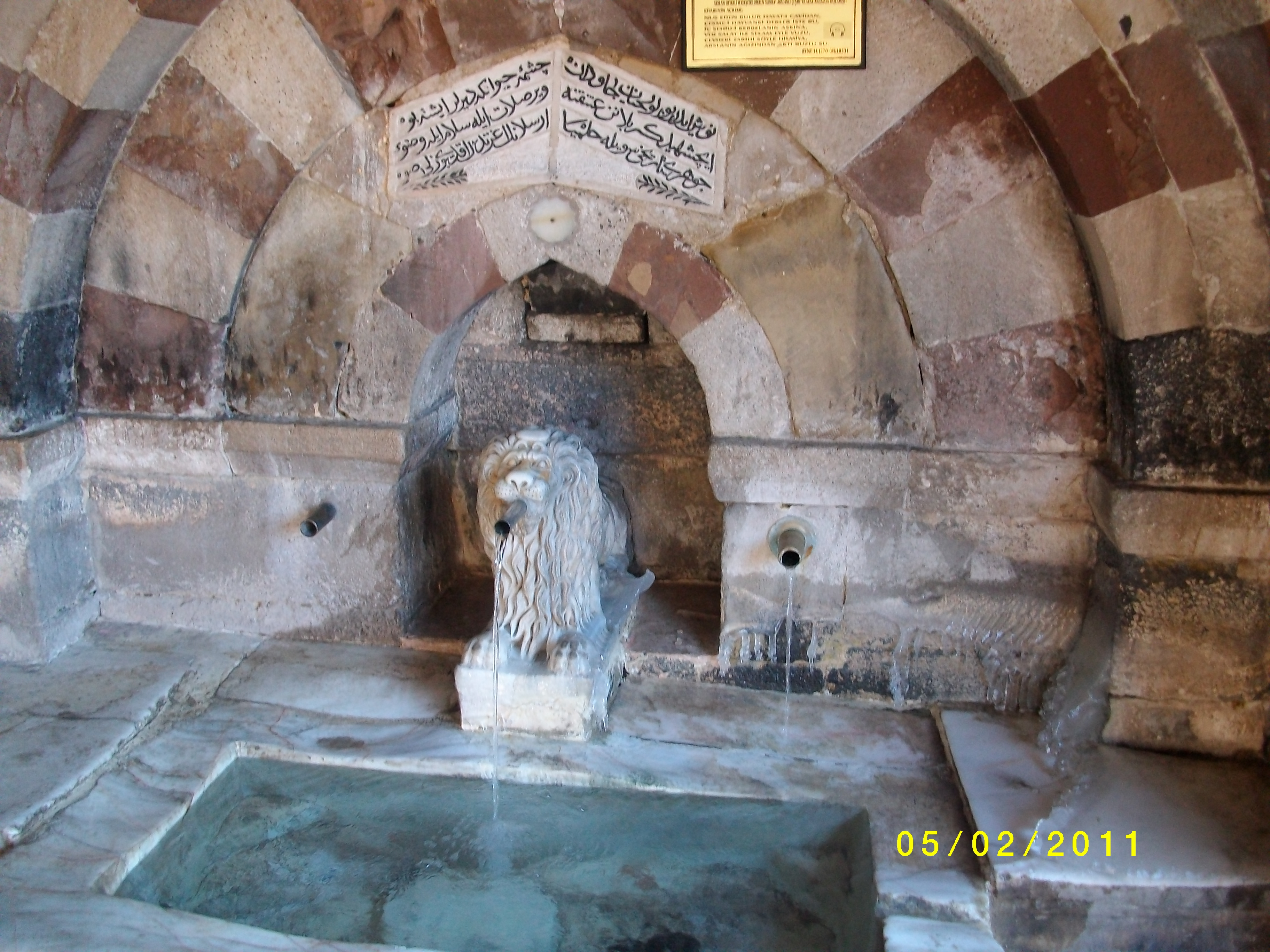
آب مقدس
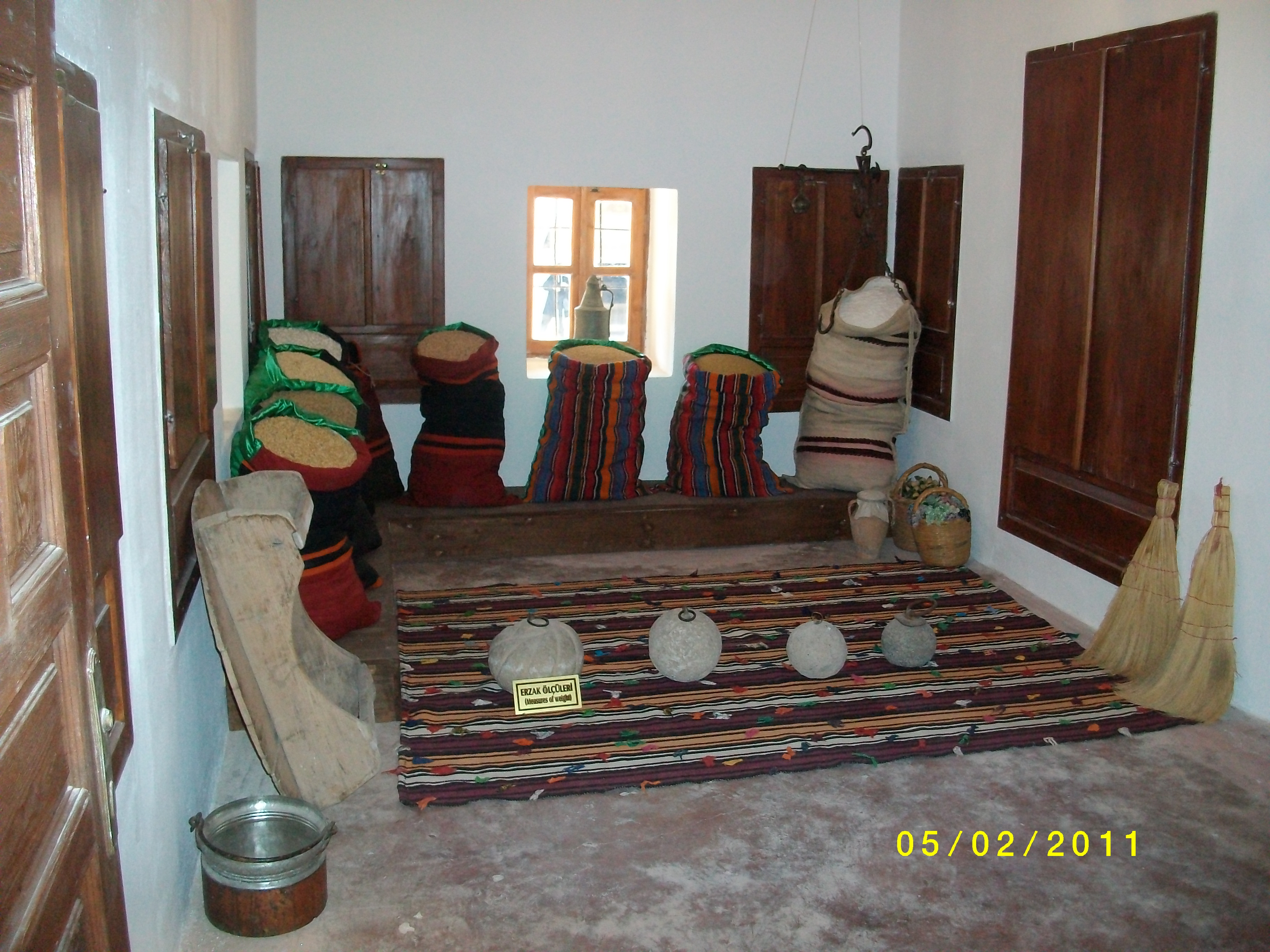
انبار